# Богдан (річка)
Богда́н — річка в Українських Карпатах, у межах Рахівського району Закарпатської області. Права притока Білої Тиси (басейн Дунаю). 

## Опис
Довжина 16 км, площа водозбірного басейну 67,2 км². Похил річки 51 м/км. Річка типово гірська, зі швидкою течією, кам'янистим дном та вузькою, залісненою долиною. Річище слабозвивисте. 

## Розташування
Богдан бере початок на північний схід від села Богдан, на південних схилах полонини Скопеська. Тече в межах масиву Чорногора на південний захід (місцями — на південь). Впадає до Білої Тиси в селі Богдан. 